# Park Yong-woo
Park Yong-woo (박용우?, 朴鎔宇?; 10 settembre 1993) è un calciatore sudcoreano, centrocampista dell'Al-Ain e della nazionale sudcoreana.

## Carriera

### Club
Ha sempre giocato in Corea del Sud, nel Seoul, con cui ha esordito il 5 maggio 2015 in Champions League nella vittoria esterna per 3-2 contro i giapponesi del Kashima Antlers.

### Nazionale
Ha fatto parte della nazionale Under-23 sudcoreana
Viene convocato per le Olimpiadi 2016 in Brasile.

## Palmarès

### Club

#### Competizioni nazionali
- Coppa della Corea del Sud: 2

Seoul: 2015
Ulsan Hyundai: 2017
- Campionato sudcoreano: 3

FC Seoul: 2016
Ulsan Hyundai: 2022, 2023

#### Competizioni internazionali
- AFC Champions League: 1

Al-Ain: 2023-2024